# 黄连山灌树蛙
黄连山灌树蛙（学名：[Raorchestes huanglianshan] 错误：{{Lang}}：文本有斜体标记（帮助））分布于中国云南省和泰国等地区的一种两栖动物，隶属于树蛙科灌树蛙属。模式产地为中国云南绿春县黄连山。其种加词“huanglianshan”意为“黄连山的”。

## 形态特征
黄连山灌树蛙体型小，雄蛙体长17～19.6毫米，雌蛙体长21.5毫米左右。身体背部皮肤光滑，呈棕灰色，两眼间有一棕色三角形斑，背中部有一模糊的“X”形棕色斑纹，胯部具有一对明显的棕色斑点；腹面为灰白色，布满较大而扁平的白色疣粒。

## 保护
本种于2023年被收录入《有重要生态、科学、社会价值的陆生野生动物名录》。